# Gaststätte Zur guten Stunde

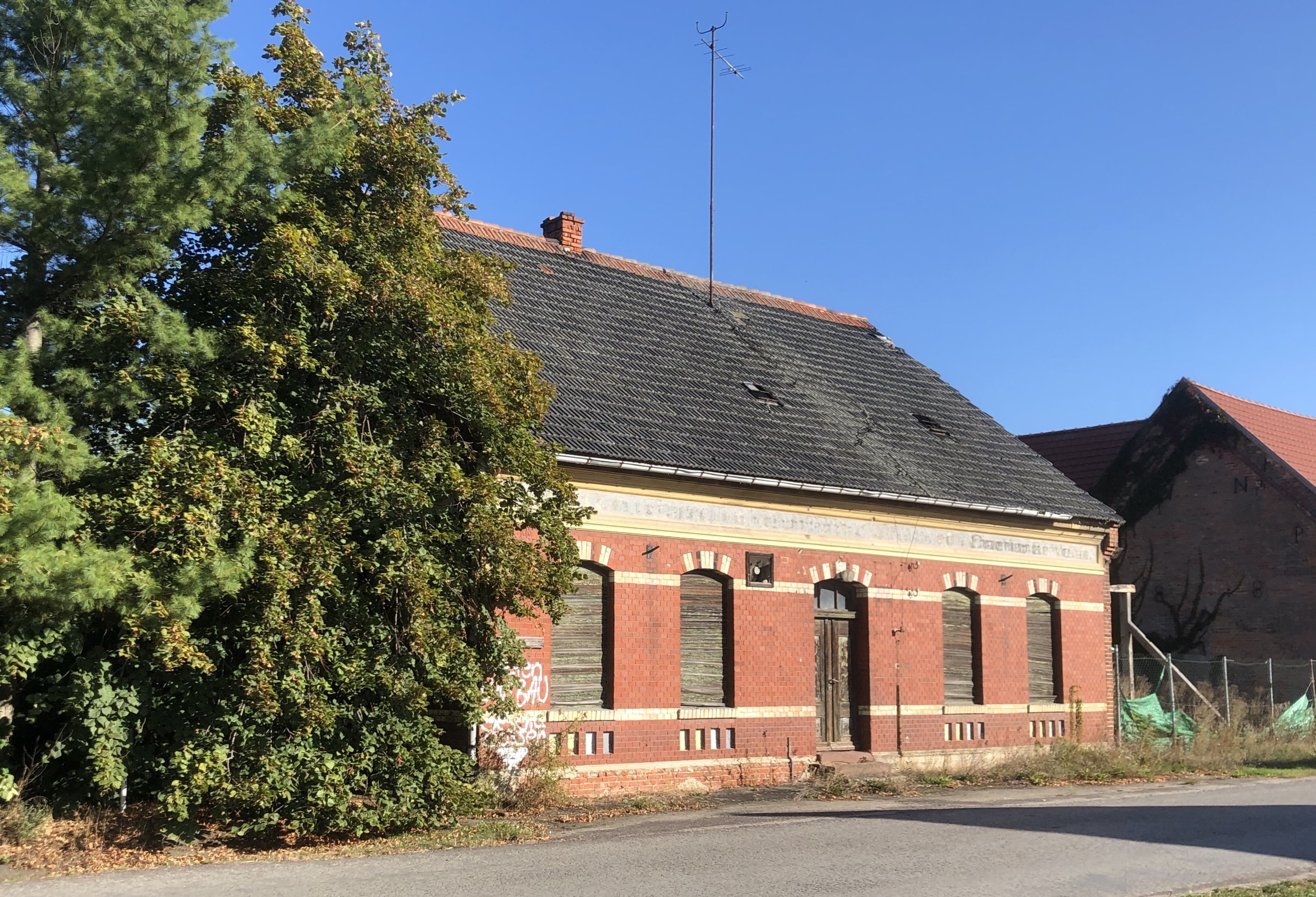
Gaststätte Zur guten Stunde, 2020

Die Gaststätte Zur guten Stunde ist eine denkmalgeschützte Gaststätte in Stendal in Sachsen-Anhalt. Sie ist derzeit (Stand 2020) nicht in Betrieb.

## Lage
Sie befindet sich in der Kolonie Haferbreite an der Adresse Haferbreite 2 nordöstlich von Stendal auf der Nordseite der Straße Haferbreite auf etwa halbem Weg zwischen der Stendaler Innenstadt und dem Stadtforst.

## Architektur und Geschichte
Am 19. Mai 1836 übernahm Ludwig Neumann die Gaststätte unter den Namen Nach der Haferbreite. Als spätere Wirte sind 1854 Isensee, 1893 Friedrich Voigt, 1904 Carl Barfels, 1913 Joachim Bromann, 1915 Friederike Voigt, 1937 Werner Horstmann und 1954 Paul Horstmann erwähnt. Auf letztere ging der lange gebräuchliche umgangssprachliche Name Horstmann zurück. Noch in den 1910er Jahren war die Straße nur ein unbefestigter Feldweg. Die Gaststätte diente lange als Ausflugsgaststätte für Stendaler Besucher des weiter östlich gelegenen Stadtforstes. Der Gaststättenbau ist eingeschossig in massiver Bauweise errichtet und steht traufständig zur Straße. Bedeckt ist das Haus mit einem Satteldach.
Die Gaststätte war bis in die 1980er Jahre in Betrieb, wobei sie dann nicht mehr als Ausflugsgaststätte fungierte. Sie steht nun jedoch seit mehreren Jahrzehnten leer und verfällt (Stand 2020).
Im örtlichen Denkmalverzeichnis ist die Gaststätte unter der Erfassungsnummer 094 76625 als Baudenkmal verzeichnet.